# Sant Julià d'Avellanet
Sant Julià d'Avellanet era una església situada en el poble de la Sagristia, del terme comunal dels Masos, a la comarca del Conflent, de la Catalunya del Nord.
Estava situada en un lloc encara indeterminat del poble de la Sagristia.
És documentada des del 1276, any en què Jaubert de Barberà va cedir als homes de Prada les seves cases i possessions del terme de Sant Julià d'Avellanet. Fins al segle xvii es conserven notícies de l'església, però després es perden.